# Славянский район (Краснодарский край)

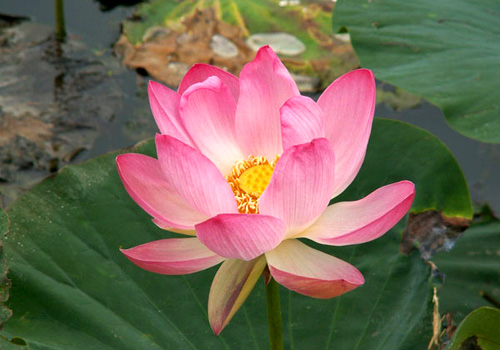
Славянский район

Славянский район — административно-территориальная единица и муниципальное образование (муниципальный район) в Краснодарском крае России.
Административный центр — город Славянск-на-Кубани.

## География
Площадь района 2199 км², в том числе административный центр Славянск-на-Кубани занимает территорию в 19,6 км². Часть района располагается в пределах Курчанской возвышенности.
На 140 километров не протянулись границы района по реке Протоке и на 60 км — по Кубани, 45 км — по побережью Азовского моря.
По реке Протоке граничит с Приморско-Ахтарским, Калининским и Красноармейским районами. По реке Кубань — с Крымским районом. По реке Курка — с Темрюкским районом.
На территории района расположена группа лиманов между реками Кубанью и Протокой, общей площадью 88 400 га, объявленная в рамках Рамсарской конвенции водно-болотными угодьями международного значения. 45°30′ с. ш. 37°48′ в. д.

## История

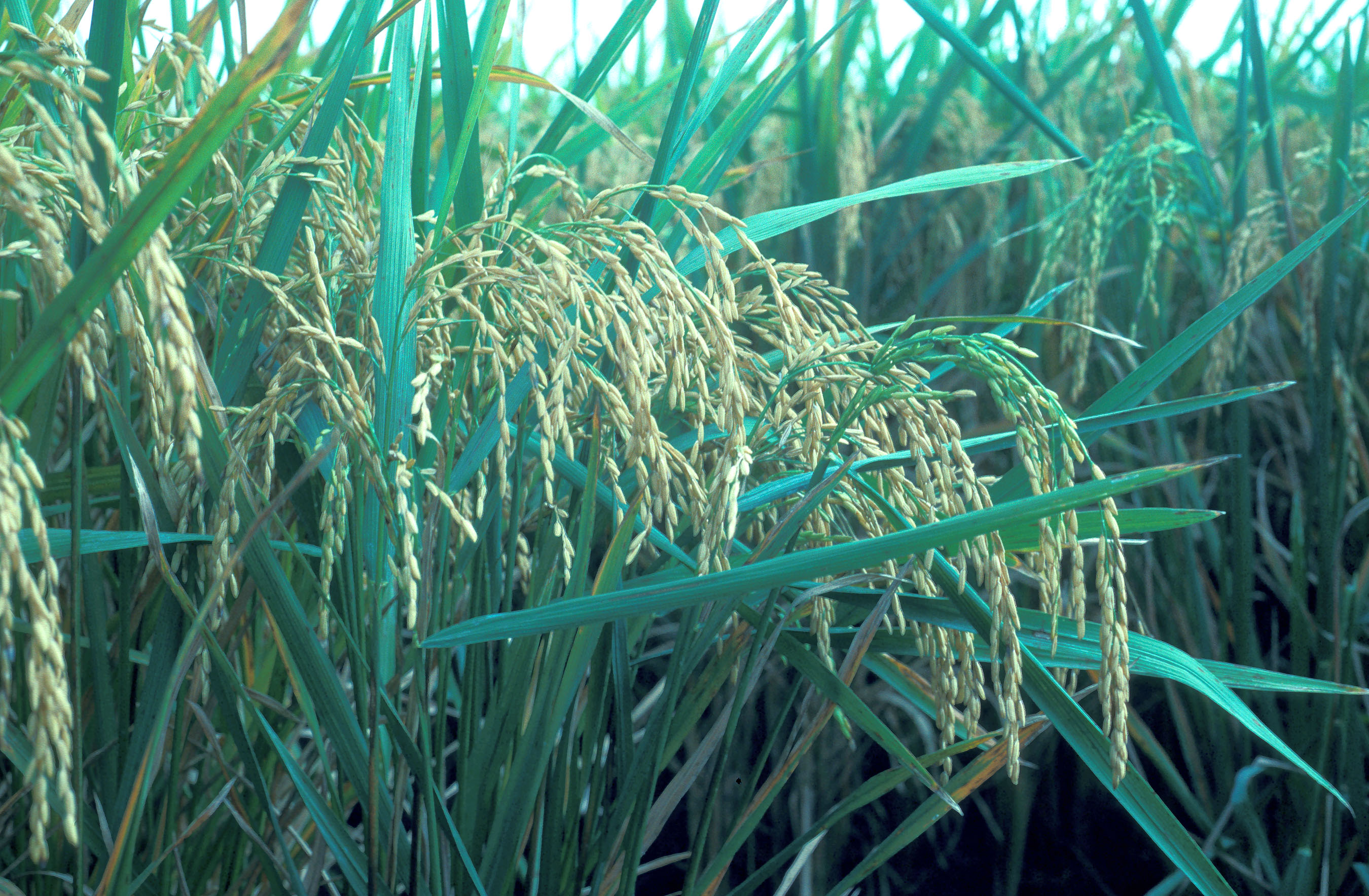
Молодой рис, Славянский район

- Район был образован 2 июня 1924 года в составе Кубанского округа Юго-Восточной области. В его состав вошла часть территории упраздненного Славянского отдела Кубано-Черноморской области.

Первоначально район включал в себя 10 сельских советов: Анастасиевский, Ивановский, Петровский, Полтавский, Славянский, Староджерелиевский, Тиховский, Троицкий, Трудобеликовский, Черноерковский.
- С 16 ноября 1924 года район в составе Северо-Кавказского края.
- 11 февраля 1927 года к району были присоединены 5 сельсоветов: Гривенский, Гришковский, Лебединский, Новониколаевский, Старонижестеблиевский, упразднённого Поповичевского района.
- С 10 января 1934 года район в составе Азово-Черноморского края.
- 31 декабря 1934 года из части территории района были выделены Ивановский район с центром в станице Старонижестеблиевская, Красноармейский район и Черноерковский район с центром в станице Петровская.
- С 13 сентября 1937 года Славянский район в составе Краснодарского края.
- 22 августа 1953 года в состав района вошла территория упраздненного Черноерковского района.
- 1 февраля 1963 года был образован Славянский сельский район[7].
- С 11 февраля 1963 года по 30 декабря 1966 года в состав района входила территория упраздненного Красноармейского района.
- 26 октября 1965 года город Славянск-на-Кубани был отнесен к категории городов краевого подчинения и выведен из состава района, оставаясь его центром.
- В 1993 году была прекращена деятельность сельских Советов, территории сельских администраций преобразованы в сельские округа.
- В 2005 году в муниципальном районе были образованы  1 городское (в границах города Славянск-на-Кубани) и 14 сельских поселений (в границах сельских округов).

## Население
| 1939     | 1959     | 1970     | 1979     | 1989     | 2002     | 2010     | 2011     | 2012     |
| -------- | -------- | -------- | -------- | -------- | -------- | -------- | -------- | -------- |
| 68 451   | ↗75 376  | ↘44 748  | ↗55 642  | ↗59 266  | ↗66 129  | ↘65 711  | ↗129 413 | ↗129 892 |
| 2013     | 2014     | 2015     | 2016     | 2017     | 2018     | 2019     | 2020     | 2021     |
| ↗130 587 | ↗131 160 | ↗131 724 | ↗132 183 | ↗132 468 | ↗132 778 | ↗133 175 | ↗134 420 | ↘128 682 |
| 2023     | 2024     | 2025     |          |          |          |          |          |          |
| ↘126 353 | ↘125 608 | ↘124 891 |          |          |          |          |          |          |

Население района по итогам всероссийской переписи 2002 года составило 134 639 человек. Из них 49,3 % (64615)— городские жители и 50,7% (65650) — сельские жители. Среди всего населения мужчины составляют — 46,4% (60534), женщины — 53,6% (69731). Женского населения фертильного возраста — 35252 человека (51,0 % от общей численности женщин). Дети от 0 до 17 лет — 27148 человек (20,8 % всего населения), взрослых — 103 139 человек (79,2 %). В общей численности населения 79483 (61,0 %) — лица трудоспособного возраста, 21,3 % — пенсионеры.

### Урбанизация
В городских условиях (город Славянск-на-Кубани) проживают 48,67 % населения района.

### Национальный состав
По итогам переписи населения 2020 года проживали следующие национальности (национальности менее 0,1 % и другое см. в сноске к строке «Другие»):
| Национальность | Численность, чел. | Доля     |
| -------------- | ----------------- | -------- |
| Русские        | 122 463           | 95,17 %  |
| Армяне         | 2211              | 1,72 %   |
| Украинцы       | 571               | 0,44 %   |
| Цыгане         | 240               | 0,19 %   |
| Татары         | 218               | 0,17 %   |
| Другие         | 2979              | 2,31 %   |
| Итого          | 128 682           | 100,00 % |

## Административно-муниципальное устройство
В рамках административно-территориального устройства края, Славянский район включает 14 сельских округов, при этом Славянск-на-Кубани является городом краевого подчинения.
В рамках организации местного самоуправления в Славянский район не входят 15 муниципальных образований нижнего уровня, в том числе 1 городское и 14 сельских поселений:
| №  | Муниципальное образование         | Административный центр   | Количество населённых пунктов | Население (чел.) | Площадь (км²) |
| -- | --------------------------------- | ------------------------ | ----------------------------- | ---------------- | ------------- |
| 1  | Славянское городское поселение    | город Славянск-на-Кубани | 1                             | ↘61 449          | 43,50         |
| 2  | Анастасиевское сельское поселение | станица Анастасиевская   | 4                             | ↘12 241          | 204,02        |
| 3  | Ачуевское сельское поселение      | село Ачуево              | 2                             | ↘528             | 7,21          |
| 4  | сельское поселение Голубая Нива   | посёлок Голубая Нива     | 1                             | ↘1410            | 126,75        |
| 5  | Забойское сельское поселение      | посёлок Забойский        | 3                             | ↘2762            | 156,98        |
| 6  | Кировское сельское поселение      | хутор Галицын            | 4                             | ↘3824            | 144,74        |
| 7  | Коржевское сельское поселение     | хутор Коржевский         | 2                             | ↘3730            | 124,62        |
| 8  | Маевское сельское поселение       | хутор Маевский           | 4                             | ↘2167            | 48,95         |
| 9  | Петровское сельское поселение     | станица Петровская       | 2                             | ↘13 345          | 262,16        |
| 10 | Прибрежное сельское поселение     | посёлок Совхозный        | 5                             | ↘8505            | 51,97         |
| 11 | Прикубанское сельское поселение   | хутор Прикубанский       | 4                             | ↘2437            | 175,10        |
| 12 | Протокское сельское поселение     | хутор Бараниковский      | 4                             | ↘5923            | 147,77        |
| 13 | Рисовое сельское поселение        | посёлок Рисовый          | 1                             | ↘1739            | 70,14         |
| 14 | Целинное сельское поселение       | посёлок Целинный         | 1                             | ↘1750            | 105,32        |
| 15 | Черноерковское сельское поселение | станица Черноерковская   | 7                             | ↘4543            | 615,10        |

## Населённые пункты
В Славянском районе 45 населённых пунктов, в том числе город и 44 сельских населённых пункта:
| №  | Населённый пункт                  | Тип     | Население | Муниципальное образование         |
| -- | --------------------------------- | ------- | --------- | --------------------------------- |
| 1  | Анастасиевская                    | станица | ↗10 664   | Анастасиевское сельское поселение |
| 2  | Ачуево                            | село    | ↘456      | Ачуевское сельское поселение      |
| 3  | Бараниковский                     | хутор   | ↗3015     | Протокское сельское поселение     |
| 4  | Беликов                           | хутор   | ↘954      | Кировское сельское поселение      |
| 5  | Верхний                           | хутор   | ↘365      | Черноерковское сельское поселение |
| 6  | Вишнёвый                          | посёлок | ↗652      | Прибрежное сельское поселение     |
| 7  | Водный                            | хутор   | ↘394      | Петровское сельское поселение     |
| 8  | Галицын                           | хутор   | ↘1883     | Кировское сельское поселение      |
| 9  | Голубая Нива                      | посёлок | ↘1410     | Сельское поселение Голубая Нива   |
| 10 | Губернаторский                    | хутор   | ↘287      | Протокское сельское поселение     |
| 11 | Деревянковка                      | хутор   | ↘309      | Забойское сельское поселение      |
| 12 | Забойский                         | посёлок | ↗2429     | Забойское сельское поселение      |
| 13 | Калабатка                         | хутор   | ↘45       | Черноерковское сельское поселение |
| 14 | Кирпичный                         | посёлок | ↘44       | Прикубанское сельское поселение   |
| 15 | Колесников                        | хутор   | ↗88       | Маевское сельское поселение       |
| 16 | Коржевский                        | хутор   | ↘3583     | Коржевское сельское поселение     |
| 17 | Красноармейский Городок           | хутор   | ↗557      | Кировское сельское поселение      |
| 18 | Маевский                          | хутор   | ↗845      | Маевское сельское поселение       |
| 19 | Мостовянский                      | хутор   | ↗7        | Черноерковское сельское поселение |
| 20 | МТФ-8 колхоза «Путь к коммунизму» | посёлок | ↘597      | Прикубанское сельское поселение   |
| 21 | Нещадимовский                     | хутор   | ↗1489     | Протокское сельское поселение     |
| 22 | Петровская                        | станица | ↘13 088   | Петровское сельское поселение     |
| 23 | Погорелово                        | село    | ↗555      | Кировское сельское поселение      |
| 24 | Прибрежный                        | посёлок | ↗1265     | Прибрежное сельское поселение     |
| 25 | Прикубанский                      | хутор   | ↘311      | Анастасиевское сельское поселение |
| 26 | Прикубанский                      | хутор   | ↗1570     | Прикубанское сельское поселение   |
| 27 | Прорвенский                       | хутор   | ↘373      | Черноерковское сельское поселение |
| 28 | Рисовый                           | посёлок | ↘1739     | Рисовое сельское поселение        |
| 29 | Садовый                           | посёлок | ↗1103     | Прибрежное сельское поселение     |
| 30 | Семисводный                       | хутор   | ↗1222     | Протокское сельское поселение     |
| 31 | Сербин                            | хутор   | ↘858      | Маевское сельское поселение       |
| 32 | Славянск-на-Кубани                | город   | ↘60 780   | Славянское городское поселение    |
| 33 | Слободка                          | хутор   | ↗121      | Ачуевское сельское поселение      |
| 34 | Соболевский                       | хутор   | ↘4        | Прикубанское сельское поселение   |
| 35 | Совхозный                         | посёлок | ↗4847     | Прибрежное сельское поселение     |
| 36 | Солодковский                      | хутор   | ↗289      | Забойское сельское поселение      |
| 37 | Ставки                            | хутор   | ↘65       | Черноерковское сельское поселение |
| 38 | Степной                           | посёлок | ↗643      | Прибрежное сельское поселение     |
| 39 | Троицкий                          | хутор   | ↗268      | Маевское сельское поселение       |
| 40 | Урма                              | хутор   | ↘56       | Анастасиевское сельское поселение |
| 41 | Ханьков                           | хутор   | ↘1415     | Анастасиевское сельское поселение |
| 42 | Целинный                          | посёлок | ↘1750     | Целинное сельское поселение       |
| 43 | Черноерковская                    | станица | ↘3267     | Черноерковское сельское поселение |
| 44 | Чёрный Ерик                       | хутор   | ↘434      | Черноерковское сельское поселение |
| 45 | Шапарской                         | хутор   | ↗148      | Коржевское сельское поселение     |

## Известные люди
19 сентября 1943 года красноармеец Яковлев Иван Иванович в районе Калабадка, участвуя в группе разграждения под сильным пулеметным огнём противника сделал один проход в проволочном заграждении и один проход в минном поле, где снял 18 мин противника, чем обеспечил продвижение наших частей вперед. За выполнение боевых заданий Яковлев Иван Иванович был награждён правительственной наградой — медалью «За Отвагу». Наградной лист подписал 02.11.1943 года командир 343-го отдельного сапёрного батальона 316-й Темрюкской стрелковой дивизии капитан Толстопятов.
Евгений Юрьевич Лукьяненко (род. 23 января 1985, Славянск-на-Кубани, Краснодарский край) — российский прыгун с шестом. Чемпион мира в помещении (2008). Серебряный призёр Олимпийских игр 2008 года в Пекине. Чемпион России (2008, 2011).

## Экономика
Район располагает многопрофильным промышленным потенциалом. Главенствующее положение занимают предприятия пищевой и перерабатывающей промышленности, которые в структуре производства имеют наибольший удельный вес — 80%. Экономика района определяется предприятиями нефтегазодобывающего комплекса. На территории Славянского района находится крупнейшее в Краснодарском крае Анастасиевско-Троицкое и наиболее перспективное Сладковско-Морозовское месторождения нефти и газа. Здесь добывается 45 % всего углеводородного сырья Кубани.
В районе 128 920 га сельскохозяйственных угодий. В состав агропромышленного комплекса входят 25 крупных сельскохозяйственных предприятий, 3 рыбоводческих хозяйства, 107 крестьянско-фермерских хозяйств. Основной сельскохозяйственной культурой района является рис. Славянский район входит в число флагманов рисоводческой отрасли не только Кубани (35,2 % от валового сбора в целом по краю), но и всей России. Животноводство района молочно-мясного направления.

## Транспорт
Через город проходят автодороги федерального значения на порты Новороссийск, Темрюк, Порт-Кавказ.
Функционирует транспортный терминал железнодорожной станции Протока Северо-Кавказской железной дороги.
Запланирована реконструкция аэропорта Славянск-на-Кубани.

## См.также
- Административное деление Краснодарского края
- Флаг Славянского района (Краснодарский край)